# Référendum constitutionnel micronésien de 2011
Un référendum constitutionnel en trois questions a lieu le 8 mars 2011 aux États fédérés de Micronésie, sur l'abandon de l'interdiction de la double nationalité, sur la mise en place d'une convention constitutionnelle, et sur la durée des mandats des membres du parlement.

## Référendum sur la double nationalité

### Contexte
La section 3 de l'article III de la Constitution des États fédérés de Micronésie indique :

« Tout citoyen des États fédérés de Micronésie reconnu comme citoyen d'un autre pays doit, dans les trois ans suivant son dix-huitième anniversaire, ou dans les trois ans suivant sa naturalisation, déclarer son intention de demeurer un citoyen des États fédérés de Micronésie et renoncer à sa citoyenneté envers tout autre pays. En cas de non déclaration, il ou elle perd sa citoyenneté des États fédérés de Micronésie. »

Le référendum, institué par une loi votée par le Congrès de Micronésie et promulguée le 11 octobre 2008 par le président Manny Mori, selon les modalités prévues dans la section 1 de l'article XIV de la Constitution, porte sur la suppression de cette disposition,,. Le référendum a lieu en même temps que les élections législatives. Une consultation de même nature a déjà échoué en 2005 et 2007.

### Conditions
Le résultat du référendum est légalement contraignant. Il doit néanmoins pour être considéré valide dépasser le quorum de 75 % des votants dans au moins trois des quatre États de la fédération.

### Résultats
| Pour                      | Pour   | 1 903 | 71,84 | 7 354  | 61,33 | 13 888 | 67,22 | 2 931 | 72,87 | 26 076 | 66,31 |  |  |  |
| Contre                    | Contre | 746   | 28,16 | 4 637  | 38,67 | 6 773  | 32,78 | 1 091 | 27,13 | 13 247 | 33,69 |  |  |  |
|                           |        |       |       |        |       |        |       |       |       |        |       |  |  |  |
| Votes blancs et invalides |        |       |       |        |       |        |       |       |       |        |       |  |  |  |
| Total                     | Total  | 2 649 | 100   | 11 991 | 100   | 20 661 | 100   | 4 022 | 100   | 39 323 | 100   |  |  |  |
| Inscrits / participation  |        |       |       |        |       |        |       |       |       |        |       |  |  |  |

## Analyse
Le oui échoue à atteindre le quorum de 75 % dans chacun des États de la fédération.